# Ferganasaurus
Ferganasaurus is een geslacht van plantenetende dinosauriërs, behorende tot de klade Neosauropoda (klade Eusauropoda, infraorde Sauropoda), dat tijdens het Midden-Jura leefde in het gebied van het huidige Kirgizië.

## Vondst en naamgeving
Het onvolledige skelet van een sauropode werd onder leiding van Nikita Nikolaevich Verzilin, ofwel Nikita Nikolajewitsj Werzilin, in juli 1966 gevonden door een geologische expeditie van de Leningrad State University. De vindplaats te Balabansai (Chatkal Range) bevindt zich op vijf km ten westen van Tashkumyr in de noordelijke Vallei van Fergana, Dzjalal-Abad, oblast Dzjalal-Abad, in Kirgizië, en maakt deel uit van de Balabansaiformatie (etage Callovien). Dit skelet was het eerste sauropodenskelet dat in de toenmalige U.S.S.R. gevonden werd. In augustus 1966 en juli 1967 werd het onder leiding van Anatoly Konstantinovich Rozhdestvensky (1920–1983) door een veldploeg van het Moscow Paleontological Institute opgegraven. Jammer genoeg werd over deze belangrijke ontdekking heel weinig gepubliceerd. Het skelet was bijna volledig en miste enkel de schedel, de voorste en de achterste staartwervels, beide voeten en de rechterhand. Rozhdestvensky schatte de lengte op 18 tot 20 m. In 1968 wees Rozhdestvensky in een voorbereidende nota het specimen toe aan de sauropodenfamilie Cetiosauridae en vermeldde dat het in een nieuw geslacht of soort zou moeten ondergebracht worden. In 1969 gaf hij deze dinosauriër officieus de genusnaam Ferganasaurus en vermeldde dat de studie van dit specimen een nieuwe bladzijde in de geschiedenis van de Dinosauria zal openen, dat het niet enkel als origineel museumspecimen zal dienen, maar ook als een belangrijke wetenschappelijke standaard in het onderzoek naar reeds bekende en toekomstige vondsten. In 1977 meende Rozhdestvensky dat Ferganasaurus, na volledige bestudering van het materiaal, weleens aan Apatosaurus verwant zou kunnen blijken te zijn, maar hij motiveerde dit niet. Het specimen werd uiteindelijk niét bestudeerd en zijn ontdekking in 1966 was bijna volledig onbekend voor wetenschappers uit het westen. Wel waren er door het Moscow Paleontological Institute enkele tekeningen voorbereid, waarschijnlijk voor wetenschappelijke publicatie door Rozhdestvensky, maar Vladimir Alifanov en Alexander Averianov, de uiteindelijke beschrijvers van Ferganasaurus, konden geen enkel manuscript van de hand van Rozhdestvensky vinden. Deze tekeningen zijn van groot belang omdat ze de hand van dit specimen in detail weergeven en omdat deze hand verloren ging. In het Orlov's Paleontological Museum in Moskou worden het volledige linkerdijbeen en het proximale fragment van de kop van het rechterdijbeen tentoongesteld. De vindplaats van het skelet dat in 1966 ontdekt werd, werd in september 2001 door T. Martin, A. Bakirov en A.S. Rezvyi teruggevonden. Op een nieuwe locatie in de Balabansai-formatie vlak bij Sarykamyshai troffen zij ook een spatelvormige, geknobbelde sauropodentand aan, en een eerste middenvoetbeentje, waarschijnlijk ook van Ferganasaurus afkomstig.
Verzilin vond in 1967 een tweede onvolledig skelet in het midden van het bovenste deel van de Balabansai-formatie te Balabansai, bestaande uit een gedeeltelijk dijbeen, bekkenbeenderen, het sacrum en enkele ruggenwervels, sacrale wervels en staartwervels. Wat er met dit skelet gebeurde is onzeker en mogelijk werd het nooit opgegraven. Een afzonderlijke sauropodentand met een brede kroon en toegewezen aan cf. Camarasauridae werd onderaan in het middelste deel van de Balabansai-formatie te Sarykamyshsai gevonden, op drie km ten oosten van Tashkumyr. Nog een afzonderlijke tand, toegewezen aan Camarasauridae indet., werd ook in het onderste deel van deze formatie gevonden te Kamyshbashi in de zuidelijke Vallei van Fergana in Oezbekistan.
De enige soort en eveneens de typesoort is Ferganasaurus verzilini Alifanov & Averianov, 2003. Het geslacht werd genoemd naar de Vallei van Fergana en de soortaanduiding is een eerbetoon aan Verzilin, de ontdekker. De Vallei van Fergana is een gebied omgeven door bergketens van de Tiensjan in Centraal-Azië, verdeeld over de landen Oezbekistan, Kirgizië en Tadzjikistan.

## Geologie
In de omgeving van Tashkumyr in de noordelijke Vallei van Fergana komen uitgestrekte continentale sedimenten voor die in drie formaties onderverdeeld worden. De Tashkumyr-formatie, met een dikte van zeventig tot tweehonderd meter, is een steenkoolhoudende formatie, en bevat elkaar afwisselende lagen kleiige en steenkoolhoudende schalie, kleigesteenten, zandsteen, siltsteen en steenkool. De Igrysai-formatie, veertig tot honderdtachtig meter dik, bevat zeldzame siltsteen en kleigesteenten en bruine en groenige zandsteen. De Balabansai-formatie (tot tweehonderd vijftig meter dikte) is samengesteld uit kleigesteenten, siltsteen, zeldzame mergels en grind en veelkleurige zandsteen. Deze Juradische formaties worden door een dik pakket rode gesteentelagen uit het Krijt bedekt. De basis van dit pakket bestaat uit conglomeraten uit het Onder-Krijt. De Tashkumyr- en Igrysai-formaties zijn samengesteld uit continentale afzettingen en bevatten paleoflora's. De paleoflora van de Tashkumyr-formatie dateert uit het Onder-Jura en die van de Igrysai-formatie uit het Midden-Jura. Zij kwamen tot stand in een vochtig klimaat. In de Balabansai-formatie ziet men een verschuiving van een continentaal naar een marginaal marien milieu.
Het skelet dat in 1966 ontdekt werd (holotype PIN N 3042/1), bevond zich op de locatie FTA-31, ten westen van de rivier Naryn in de Balabansai ravijn. Deze locatie is stratigrafisch gesitueerd in het lagere, veelkleurige, maar vooral grijs tot groen gekleurd deel van de Balabansai-formatie, welke in een relatief vochtig klimaat afgezet werd. De afzettingen waarin het skelet aangetroffen werd zijn goed gesorteerde lagen fluviatiele zandsteen met talrijke verkiezelde boomstammen en plaatselijk overvloedige beenderen van Sauropoda. De fossiele boomstammen zijn overwegend in een noord-zuidelijke richting gesorteerd/georiënteerd. De zandsteen werd in een delta van een relatief grote rivier, de 'paleo-Naryn', afgezet. Deze rivier stroomde van noord naar west de Golf van Tashkumyr in, parallel aan de stroomrichting van de huidige Naryn. Tijdens het Callovien verdween de paleo-Naryn door de toenemende droogte.

## Beschrijving
Al de beenderen die te Balabansai gevonden werden zijn volgens fotomateriaal en een beschrijving gepubliceerd door Rozhdestvensky in 1968 afkomstig van één individu en werden onder het gezamenlijke catalogusnummer PIN N 3042/1 ondergebracht. Het bewaard gebleven deel van de wervelkolom lag in anatomisch verband en de relatieve positie van de staartwervels is bekend door afdrukken in het sediment. De beenderen zijn heel goed bewaard gebleven, maar post mortem werden de meeste staartwervels vervormd. Omdat de hand ontbreekt, werd de beschrijving ervan enkel gebaseerd op bewaard gebleven tekeningen.
Op basis van de lengte van het dijbeen schat men het gewicht van Ferganasaurus op ongeveer 5.340 kg.

### Wervelkolom

#### Ruggenwervels
Twee onvolledige ruggenwervels bleven bewaard, mogelijk de voorlaatste en de laatste, omdat zij in anatomisch verband met het heiligbeen (sacrum) en met een reeks voorste staartwervels gevonden werden. Van de voorlaatste ruggenwervel bleef de basis van de neurale boog (de wervelboog) bewaard. De wervelboog is de benige structuur die ontspringt uit de bovenkant van het wervellichaam. Ze omsluit het ruggenmerg. Van de laatste ruggenwervel blijft enkel het centrale wervellichaam over. De wervels zijn slechts iets opisthocoel (hol van achteren en bol van voren) omdat de voorkant zich niet tot een duidelijke bal ontwikkelde en omdat de achterkant slechts ondiep uitgehold is. De wervels zijn relatief plat. Juist onder de wervelboog bevindt zich een matig diepe uitholling, een 'pseudopleurocoel', die binnenin het wervellichaam niet sterk vertakt is. De wervelboog is zijdelings samengedrukt en is relatief groot.

#### Heiligbeen
Het heiligbeen (sacrum) is niet verbeend met de darmbeenderen (ilia). Het synsacrum (het vergroeide sacrum) is uit vijf sacrale wervels samengesteld. Volgens Wilson en Sereno zijn de eerste twee dorsosacrale wervels (laatste ruggenwervels versmolten met sacrale wervels), de derde en vierde wervels zijn oorspronkelijke sacrale wervels en de laatste wervel is een sacrocaudale wervel (de oorspronkelijke eerste staartwervel versmolten met de vierde sacrale wervel). Maar volgens Upchurch is de eerste sacrale wervel een dorsosacrale, zijn de tweede, derde en vierde oorspronkelijke sacrale wervels en is de laatste wervel een caudosacrale. De voorkant van de eerste sacrale wervel en de achterkant van de vijfde sacrale wervel zijn ovaal in omtrek en zijn in plaats van opisthocoel ietwat bol. De maximale doorsnede van de voorkant van de eerste sacrale wervel bedraagt 23 cm en die van de achterkant van de vijfde sacrale wervel 22 cm. De derde sacrale wervel is biconvex (bol langs beide kanten), is de kortste en ventraal ook de smalste van het synsacrum. De lengte van sacrale wervel één tot en met vijf bedraagt, gemeten over de ventrale zijde (de onderkant), respectievelijk 16,5, 15,5, 14, 14,5 en 16,5 cm. De ventrale oppervlakken zijn overdwars convex en van voor naar achter concaaf. Alle sacrale wervels, de derde uitgezonderd, hebben een zwakke, longitudinale ventrale richel. De derde sacrale wervel heeft twee parallelle ventrale richels die een ondiepe groeve begrenzen. Geen enkele sacrale wervel heeft een pleurocoel. Pleurocoelen zijn grote zijdelingse uithollingen in een wervel. De doornuitsteeksels zijn bewaard gebleven, maar zijn niet aan de wervels vastgehecht. Een doornuitsteeksel is het benige uitsteeksel op de top van de wervelboog. De doornuitsteeksels van sacrale wervels twee tot en met vier zijn verbeend. De doornuitsteeksels zijn niet vertakt. De sacrale ribben vormen één geheel met de wervellichamen en ze zijn alle ongeveer even robuust. Van minstens drie sacrale ribben zijn de uiteinden samengevoegd.

#### Staartwervels
Er werden minstens 33 staartwervels in anatomisch verband aangetroffen. De laatste in de reeks bewaarde wervel, nummer 33, heeft de morfologie van een wervel in het midden van de staart. Dit veronderstelt dat Ferganasaurus ongeveer tien tot vijftien distale staartwervels heeft en dat het minimum aantal staartwervels 45 tot 50 bedraagt. De voorkant van bijna alle staartwervels is ondiep hol en de achterkant is bijna vlak of ietwat bol. De vlakken waar de wervellichamen elkaar raken, zijn dus ietwat procoel (met een holle voorkant). Naar achteren toe nemen de wervels in hoogte af. Voor de eerste dertien blijft de lengte relatief dezelfde. Dit geldt mogelijk ook voor de wervels verder in de reeks omdat de wervels in het midden van de staart (wervels 30 en 33) dezelfde lengte hebben. Naar achteren in de reeks worden de staartwervels meer afgeplat. Pleurocoelen ontbreken.
De onderkant van alle staartwervels is zowel voor- als achteraan diep uitgehold (concaaf) en heeft een duidelijke lengterichel op de ventrale middenlijn. Deze richel wordt langs de zijkanten door ondiepe uithollingen begrensd. De wervels één tot en met vier hebben geen duidelijke aanhechtingsplaatsen voor 'chevrons', waardoor het onduidelijk is of deze ontbraken of geen sporen op de wervels achtergelaten hebben. De Nederlandstalige benaming voor het Franse "chevron" is h(a)emaalboog, de directe vertaling van arcus haemalis. Behalve bij dinosauriërs en vele andere reptielen komen ze ook bij sommige zoogdieren voor (bv. kangoeroes). Chevrons bestaan uit gepaarde en verbonden beenstructuren aan de ventrale zijde van de staartwervels. Samen vormen die overdwars een boogvorm. Door die boog lopen de aders en zenuwen. De verbinding aan hun uiteinde kan weer als een enkelvoudige structuur verder uitsteken, meestal naar achteren of, zoals bij Diplodocus, ook nog naar voren. Als de structuren niet verbonden zijn heten ze geen "chevron". Een dergelijke losse helft wordt daarom processus haemalis genoemd ("h(a)emaaluitsteeksel"). De functie van de chevrons is het beschermen van zenuwen en bloedvaten wanneer het dier bv. op de staart steunt of de staart over de grond sleept. De vijfde staartwervel heeft enkel op de achterste rand een dubbele aanhechtingsplaats voor een chevron terwijl vanaf staartwervel zes alle wervels zowel op de voorste als op de achterste rand een aanhechtingsplaats voor een chevron hebben.
De aanhechtingsplaatsen voor de staartwervelribben zijn zichtbaar op de eerste dertien wervels. Afgaande op de relatief grote aanhechtingsplaats van de rib op de laatste proximale wervel die bewaard bleef, waren zulke aanhechtingsplaatsen mogelijk ook aanwezig op de meer naar achter gelegen (ontbrekende) staartwervels. Bij de middelste staartwervels 30, 31 en 33 zijn ze afwezig. De rib van de eerste wervel is door middel van een stevige richel verbonden met de laterale zijde van de wervelboog en heeft in voor- en achteraanzicht een vleugelachtige vorm. Ook de tweede staartwervel is vleugelachtig van vorm. De richel waarmee de derde tot de negende wervels met de wervelboog verbonden zijn wordt geleidelijk hoger waardoor de aanhechtingsplaatsen van de ribben meer dorsaal op de wervel komen te staan. Vanaf de tiende staartwervel is er geen richel meer. De hoogte van de wervelbogen neemt af naarmate de wervels meer naar achteren gelegen zijn. Door de structuur van de eerste tien staartwervels kon het voorste deel van de staart niet horizontaal gehouden worden en liep schuin af. De doornuitsteeksels van de voorste wervels zijn eenvoudige, zijdelings samengedrukte platen zonder lamellen die sterk ontwikkelde aanhechtingsvlakken hebben voor de verankering van ligamenten. Staartwervels zeven en tien hebben de meest volledige doornuitsteeksels. Overdwars zijn ze aan de top ietwat gezwollen. De wervelbogen van de middelste wervels ontspringen buiten het centrum van het wervellichaam. Het wervelkanaal, dat gevormd wordt door de aaneensluiting van de neutrale bogen, is bij alle wervels afgerond en relatief klein.

### Voorpoten

#### Opperarmbeen
Het opperambeen van Ferganasaurus is afgeplat en zowel het distale als het proximale uiteinde is verbreed. Het proximale uiteinde is het breedst. Het opperambeen heeft een duidelijke S-vormige kromming in het parasagittale vlak, wat ongewoon is bij Sauropoda. Het proximale en het distale uiteinde draaien resp. in achterwaartse en voorwaartse richting onder een hoek van ongeveer 25 tot 30° ten opzichte van de schacht van het opperarmbeen. De kop van het opperarmbeen is afgerond en is niet duidelijk afgescheiden van de schacht. Het achterste oppervlak van het onderste derde van het opperarmbeen is over het algemeen concaaf. Deze uitholling wordt begrensd door twee bijna verticale richels die dorsaal tot één richel samenkomen die over de middenlijn van de schacht loopt. De condyli van het spaakbeen en de ellepijp zijn bijna niet van elkaar gescheiden en zijn ongelijk van grootte. Het opperarmbeen heeft een lengte van 890 mm.

#### Ellepijp
De ellepijp van Ferganasaurus is, vergeleken met de meeste andere sauropoden, een relatief slank en verlengd been. Het proximale uiteinde is ruw driehoekig en wordt gevormd door het olecranon, het lange craniomediale uitsteeksel en het kortere craniolaterale uitsteeksel. Er is een diepe, straalvormige groeve ('fossa') tussen de craniomediale en de craniolaterale uitsteeksels. Hierin past het proximale uiteinde van het spaakbeen. Het craniomediale en het craniolaterale uitsteeksel en het olecranon hebben een vlak gewrichtsoppervlak (raak of contactoppervlak). Vanuit de craniolaterale en craniomediale uitsteeksels vertrekken scherpe richels die langs de schacht lopen. Deze richels smelten samen op het laatste vierde gedeelte van de ellepijp. Op het middelste gedeelte van de proximale ulna bevindt zich een duidelijke depressie (uitholling). Deze wordt begrensd door twee richels die distaal vlak bij het midden van de ellepijp samenkomen. In doorsnede is het midden van de schacht driehoekig. De ellepijp loopt naar het distale uiteinde geleidelijk scherper toe. Het distale uiteinde is smaller dan het proximale uiteinde en is ovaal in doorsnede. Het laatste vierde gedeelte van de ellepijp buigt in het parasagittaal vlak onder een hoek van ongeveer 20 tot 22°. Distaal ten opzicht van deze boog, op de voorkant van de distale schacht van de ellepijp, bevindt zich een duidelijke uitholling waarin het distale uiteinde van het spaakbeen past. De lengte van de ellepijp bedraagt 630 mm.

#### Spaakbeen
Het spaakbeen van Ferganasaurus is eerder slank. De grootste breedte van het proximale uiteinde bedraagt slechts 28% van de grootste lengte van het been. In vooraanzicht is de schacht sterk gebogen en in het parasagittale vlak is het matig gebogen. Het raakvlak met de ellepijp bevindt zich in een diepe uitholling begrensd door lage richels. Dit raakvlak bestaat uit duidelijke knobbels die een driehoekig gebied vormen ter hoogte van het proximale één derde aan de achterkant van het been. Langs de achterste laterale rand van het distale gedeelte van het spaakbeen loopt een sterk ontwikkelde longitudinale richel, beginnende van het distale uiteinde en over ongeveer een kwart van de lengte van het been. Het proximale uiteinde is aan voor- en achterkant afgeplat en heeft een rechthoekige vorm met afgeronde hoeken. Het is transversaal breder dan het distale uiteinde van het been en heeft een convexe voor- en een bijna vlakke achterkant. Het distale uiteinde is zwak bolvormig en ovaal in omtrek. De lengte van het spaakbeen bedraagt 580 mm.

#### Hand
De middenhandsbeenderen zijn in een halve ronde gerangschikt en stonden verticaal of bijna verticaal, uitgezonderd het eerste middenhandsbeen dat meer schuin stond. De eerste vier middenhandsbeenderen hebben dezelfde lengte, het vijfde is met 62 % van de lengte van het derde middenhandsbeen aanzienlijk kleiner. Alle middenhandsbeenderen zijn eerder slank en hebben afgerond driehoekige (het eerste, derde en vijfde middenhandsbeen) of trapezoïde proximale gewrichtsraakvlakken (het tweede middenhandsbeentje). Het vierde en vijfde middenhandsbeen grijpen zodanig in elkaar dat het proximale raakvlak van het vijfde middenhandsbeen past in een diepe holte op het proximale raakvlak van het vierde middenhandsbeen. Bij alle middenhandsbeenderen zijn de proximale en distale uiteinden ongelijk van grootte en hun lengte-as is in hetzelfde vlak georiënteerd, uitgezonderd het vijfde middenhandsbeen waarbij de lengte-as van het distale uiteinde bijna loodrecht georiënteerd is ten opzichte van de lengte-as van het proximale uiteinde. De tweede en derde middenhandsbeenderen hebben meer robuuste, trapeziumvormige distale uiteinden. Deze zijn bij de eerste, vierde en vijfde middenhandsbeenderen aan de voor- en achterkant meer afgeplat. In vooraanzicht zijn de distale uiteinden van de tweede en derde middenhandsbeenderen aan de onderkant hol, bij de overige middenhandsbeenderen zijn ze recht.
Er zijn proximale vingerkootjes van de eerste tot en met de vierde "vingers" en twee "hoeven" bekend. De proximale vingerkootjes van de tweede tot en met de vierde vingers hebben distale condyli, wat erop zou kunnen wijzen dat er minstens rudimentaire handklauwen (in de vorm van hoeven) aanwezig waren. Het vijfde middenhandsbeen heeft distaal een gewrichtsraakvlak voor een vingerkootje. De schatting voor de formule van de vingerkootjes zou dan minimaal 2-2-2-2-1 zijn. De proximale vingerkootjes zijn dikke beenderen, breder dan lang met een ovaal proximaal gewrichtsraakvlak en met distale gewrichtsraakvlakken in de vorm van een cijfer 8. Het eerste kootje van de eerste vinger is het kortste maar is relatief breed met een hol proximaal gewrichtsraakvlak. Het eerste kootje heeft bij de tweede, derde en vierde vinger dezelfde vorm. De vingerkootjes nemen van de tweede tot de vierde vinger in grootte af. De twee hoeven zijn sikkelvormig, de ene is wat groter en wat meer gebogen dan de andere. Bij de tweede klauw is het proximaal gewrichtsraakvlak ovaal en relatief wijder. De toewijzing van de gevonden vingerkootjes is onzeker omdat ze tot zowel de linker- als de rechterhand kunnen behoren. Het is ook mogelijk dat minstens een van de vingerkootjes in feite een klauw is van de voet.

### Bekkengordel

#### darmbeenderen
Het acetabulum en de steel van beide darmbeenderen zijn gepreserveerd, maar het meeste van het darmbeenblad ontbreekt. Het acetabulum of heupgewricht is de komvormige gewrichtsholte aan de zijkant van het bekken waarin de kop van het dijbeen (femur) roteert. Het acetabulum wordt gevormd door drie beenderen: het os ilium (darmbeen, bovenaan), het os ischium (zitbeen) en het os pubis (schaambeen). Elk acetabulum is zowel voor- als achteraan breed maar dorsoventraal is het laag. Het schaambeen is voorwaarts ventraal en het zitbeen is achterwaarts ventraal gericht. De ventrale rand van het pre-acetabulair uitsteeksel staat onder een hoek van ongeveer 63 tot 65° met de steel voor het schaambeen, en de ventrale rand van het postacetabulair uitsteeksel staat onder een hoek van ongeveer 138 tot 140° met de steel voor het zitbeen. Aan de top van de steel van het schaambeen en het acetabulum zit een duidelijke zwelling. Een gelijkaardige, maar kleinere zwelling zit aan de basis van de steel voor het zitbeen. Vermoedelijk dienden deze zwellingen om de kop van het dijbeen in de holte van het acetabulum te verankeren. Hoewel het pre-acetabulaire uitsteeksel van het heupbeen vrijwel volledig ontbreekt, geeft het bewaarde deel van het darmbeenblad aan dat dit uitsteeksel niet naar buiten gedraaid was, maar in een bijna verticaal vlak lag. Het bewaarde deel van het darmbeenblad is dorsaal georiënteerd en heeft geen uitwendige depressies.

#### Schaambeen
Het schaambeen is een dik been met vooral proximaal verbrede uiteinden. De schacht is relatief dun langs de achterste en mediale randen. Het dorsaal oppervlak van het schaambeen is heel concaaf. De steel van het darmbeen is breed, ovaalvormig, verbreed aan voor- en achterkant en heeft een ietwat hol oppervlak. De inham van het acetabulum is vlak en driehoekig en heeft geen verruwingen. De symfyse (schaambeenvoeg) is dorsaal convex en beslaat 67 % van de lengte van het schaambeen. De distale rand van het schaambeen is ovaal.

#### Zitbeen
Het zitbeen is een plat driestralig been. Een van de drie delen is de steel voor het heupbeen. Het is overdwars ovaal en de grootste diameter bedraagt ongeveer 19 % van de lengte van het zitbeen. Een ander deel van het zitbeen wordt gevormd door de tak naar het schaambeen. De hoek tussen deze beide bedraagt ongeveer 100°. De tak naar het schaambeen heeft een driehoekige vorm en is verlengd. Het is twee keer zo smal als de steel voor het darmbeen en heeft een lengte van ongeveer 27 % van de lengte van het zitbeen. De inham van het acetabulum is ondiep concaaf en heeft geen verruwingen. Het derde deel van het zitbeen wordt gevormd door een lange schacht die aan het distale uiteinde licht verbreed is. Deze schacht is dun langs de ventromediale rand en dik langs de dorsolaterale rand. De schacht van het zitbeen is relatief smal en beslaat ongeveer 19 % van de totale lengte van het zitbeen. De sympfyse tussen de twee zitbeenderen is tamelijk lang en overschrijdt 50 % van de lengte van het zitbeen. De exacte lengte van de symfyse kan ten gevolge van beschadiging niet bepaald worden. Het linkerzitbeen is het best bewaard. Het distale uiteinde van het zitbeen is verlengd. De lengte-as van het zitbeen was dorsolateraal georiënteerd.

### Achterpoten

#### Dijbeen
Het dijbeen van Ferganasaurus is uniek voor een sauropode omdat het een gedeeltelijke sigmoïde (S-vormige) kromming heeft. In het parasagittale vlak is het proximaal gedeelte van het dijbeen minder gekromd dan het distale gedeelte. De schacht is overdwars afgeplat. De horizontale doorsnede door de dijbeenschacht is afgerond rechthoekig. De laterale rand van de dijbeen is bijna recht met uitzondering van een kleine verdikking in de buurt van het proximale uiteinde. De dijbeenkop staat onder een hoek van bijna 90° met de schacht van het dijbeen en vloeit samen met de trochanter major. De trochanter major of "grote draaier" of "grote rolheuvel" bevindt zich bovenaan (proximaal) aan de buitenzijde (lateraal) van de dijbeenschacht en doet dienst als aanhechtingspunt voor spieren. De dijbeenkop is in proximaal aanzicht door een ondiepe uitholling van de trochanter major gescheiden. Het "vierde dijbeenuitsteeksel" ligt op de posteromediale rand van de dijbeenschacht op ongeveer 45 % van het distale uiteinde. Het vierde dijbeenuitsteeksel is een groot uitsteeksel aan de binnenkant van het dijbeen waaraan een sterke spier vastgehecht was die onder de staart doorliep om deze zijdelings te kunnen bewegen en meteen het dijbeen naar achteren te trekken. Het vierde dijbeenuitsteeksel is een blad-achtige structuur van ongeveer dertien centimeter lengte en heeft een spitse top. Distaal is de dijbeenschacht transversaal slechts weinig verbreed. Het is dikker op de mediale dan op de laterale zijde. De condylus voor het kuitbeen is kleiner dan de condylus voor het scheenbeen. De lengte-as van beide condyli is posteromediaal georiënteerd en staat onder een hoek van ongeveer 25° met het parasagittale vlak. De intercondylaire gleuf is relatief lang en smal en staat onder een hoek van 20° met de middellijn van de dijbeenschacht.

#### Scheenbeen
Het scheenbeen van Ferganasaurus is een relatief slank been met een breed proximaal en een kegelvormig distaal uiteinde. De scheenbeenschacht is van voor naar achteren bekeken relatief smal. Het distale uiteinde is van voor naar achteren bekeken verbreed, maar minder dan het proximale uiteinde, dat bijna plat is. Het kamvormige uitsteeksel aan de voorkant van de scheenbeenkop is in proximaal aanzicht heel kort. Dit uitsteeksel is het aanhechtingspunt van de musculus extensor digitorum longus (een grote strekkende spier) die van het dijbeen komt. Het kamvormige uitsteeksel is relatief zwak omdat het niet ver lateraal uitsteekt. Het loopt langs ongeveer 40% van de lengte van de schacht. Het gewrichtsraakvlak met het kuitbeen is een diepe uitholling in het proximale 1/3 van het scheenbeen. Het gewrichtsraakvlak met het stijgende uitsteeksel van het sprongbeen (astragalus) is bijna vlak en beslaat meer dan de helft van het oppervlak van het distale uiteinde.

#### Kuitbeen
Het proximale uiteinde van het kuitbeen is bij Ferganasaurus van voor naar achteren bekeken verbreed en naar achteren gebogen. De kuitbeenschacht is ook in het midden iets naar achteren gebogen. Het midden van het proximale uiteinde heeft een breed gewrichtsraakvlak voor de ontvangst van het scheenbeen. Boven het midden van de kuitbeenschacht bevindt zich op de laterale zijde een groot, ovaalvormig spierlitteken, georiënteerd langs de lengte-as van het been. Het distale uiteinde van het kuitbeen heeft mediaal een duidelijk gewrichtsraakvlak voor de ontvangst van het sprongbeen (astragalus). Zoals bij andere sauropoden ontbreekt op de laterale zijde van het kuitbeen een gewrichtsraakvlak voor de ontvangst van het hielbeen (calcaneum). Het distale uiteinde van het kuitbeen is van het midden naar de zijkant bekeken smal en is ovaal in omtrek.

#### Sprongbeen
Het sprongbeen is met het scheenbeen vergroeid. Bij Ferganasaurus is het een dik, "bikkelvormig" been. Het opwaarts gerichte uitsteeksel is klein, ligt in het midden van de achterste rand en in hetzelfde vlak als de rest van het proximale gedeelte van het sprongbeen. Het distale oppervlak is sterk convex, het proximale zwak concaaf. Zoals bij andere sauropoden is er geen duidelijk facet of raakvlak voor het ontvangen van het hielbeen. Er is geen achterste groeve ('fossa').

### Fylogenie
Ferganasaurus vormt volgens de fylogenetische analyse in het beschrijvende artikel een onopgeloste polytomie met de neosauropode Diplodocoidea Nemegtosauridae, Diplodocidae, Rebbachisauridae en Dicraeosauridae, met Jobaria en met de Macronaria Haplocanthosaurus, Camarasaurus en Titanosauriformes. Een polytomie is een deel van een fylogenie waarin de verwantschapsbanden niet volledig tot dichotomieën kunnen herleid worden, waardoor men een onwaarschijnlijk beeld van schijnbaar gelijktijdige, tijdelijke vertakkingen verkrijgt. Een polytomie vertegenwoordigt dus een analytisch probleem. Een dichotomie of dichotome vertakking is een splitsing in tweeën. Neosauropode kenmerken bij Ferganasaurus zijn: het proximale uiteinde van het scheenbeen is bijna cirkelvormig, de vijf sacrale wervels zijn vergroeid, de proximale uiteinden van de middenvoetsbeenderen zijn bijna driehoekig, het opwaarts gerichte uitsteeksel van het sprongbeen reikt tot aan de achterste rand van het been, de proximale kant van de gecombineerde middenhandsbeenderen (de middenhand of metacarpus) is U-vormig en het sprongbeen is wigvormig in vooraanzicht. Het gedeeltelijk sigmoïde dijbeen en het puntige, bladvormige vierde dijbeenuitsteeksel zijn twee voor neosauropoden ongewone, primitieve kenmerken. Ferganasaurus is dan ook een van de oudste bekende neosauropoden.
Alifanov en Averianov (2003) maakten voor hun fylogenetische analyse van Ferganasaurus gebruik van een gegevensverzameling van Upchurch, maar zij voegden gegevens toe van Datousaurus, Jobaria en Tehuelchesaurus, en sloten zeven diplodocoïde genera van de vast omlijnde monofyletische families Diplodocidae, Dicraeosauridae en Nemegtosauridae en zes genera Titanosauria uit. Kenmerken van middenvoetsbeen I en van het gebit werden afgeleid van afzonderlijk gevonden sauropode tanden en van een eerste middenvoetsbeen uit de Balabansaiformatie. De gegevens die bij de gegevens van Upchurch gevoegd werden, zijn afkomstig van primitieve sauropoden die mogelijk de positie van Ferganasaurus op het cladogram kunnen helpen verduidelijken. Alifanov en Averianov (2003) hielden in hun analyse geen rekening met enkele recent ontdekte genera titanosauriden, diplodocoïden en brachiosauriden omdat deze taxa de structuur van het cladogram niet noemenswaardig zouden beïnvloeden, en corrigeerden de gegevens van Upchurch voor Shunosaurus, Euhelopus en Mamenchisaurus.
Het resultaat van de analyse door Alifanov en Averianov (2003) plaatst Ferganasaurus in een relatief stabiele positie binnen de klade Neosauropoda, rekening houdende met de algemene instabiliteit van de datamatrix van Upchurch door vele ontbrekende gegevens en de aanwezigheid van onstabiele taxa (Upchurch, 1998). Op basis van één synapomorfie ressorteert Ferganasaurus in de hogere klade Eusauropoda : het middenste en het achterste gedeelte van het schaambeen ligt in ongeveer hetzelfde vlak al het proximale uiteinde van dit been. Al de Neosauropoden uit het Midden-Jura die bekend waren vóór de ontdekking van Ferganasaurus behoren tot de Macronaria of hebben er overeenkomsten mee. Maar mogelijk is Ferganasaurus nauwer verwant met Diplodocoidea dan met Macronaria. Alhoewel het belangrijke diplodocoïde synapomorfieën mist, heeft Ferganasaurus enkele overeenkomsten met dicraeosauriden en diplodociden. Op een nieuwe vindplaats nabij Sarykamyshsai (Balabansai-formatie) werd een eerste middenvoetsbeen gevonden dat duidelijk diplodocoïde is. Het is kort en massief en heeft een zeer opvallend laterodistaal uitsteeksel. Omdat het waarschijnlijk is dat dit eerste middenvoetsbeen van Ferganasaurus afkomstig is, kan dit in de toekomst pleiten voor een nauwere verwantschap met de Diplodocoidea en kan het belangrijk zijn om plaats en tijdstip van oorsprong van diplodocoïde sauropoden te begrijpen.

## Systematische paleontologie
Klasse Reptilia Laurenti, 1768
Klade Eureptilia Olson, 1947
Klade Romeriida Gauthier et al., 1988
Klade Diapsida Osborn, 1903
Klade Neodiapsida Benton, 1985
Klade Sauria Macartney, 1802
Klade Archosauromorpha von Huene, 1946
Klade Archosauriformes Gauthier, 1986
Klade Crurotarsi Sereno & Arcucci, 1990
Klade Archosauria Cope, 1869
Klade Avemetatarsalia Benton, 1999
Klade Ornithodira Gauthier, 1986
Klade Dinosauromorpha Benton, 1984
Klade Dinosauriformes Novas, 1992
Superorde Dinosauria Owen, 1842
Orde Saurischia Seeley, 1887
Onderorde Sauropodomorpha Huene, 1932
Infraorde Sauropoda Othniel Charles Marsh, 1878
Klade Eusauropoda Salgado, 1997
Klade Neosauropoda Salgado, 1997
? Klade Diplodocoidea Othniel Charles Marsh, 1884
? Klade Macronaria Wilson & Paul Sereno, 1998
Geslacht Ferganasaurus Verzilini, 2003
Soort Ferganasaurus verzilini Alifanov & Averianov, 2003

## Paleo-ecologie
Ferganasaurus deelde zijn habitat met zoogdieren, andere dinosauriërs, andere reptielen, vissen en amfibieën :
Rijk Dierenrijk (Animalia)
Stam chordadieren (Chordata)
Klade Craniata
Onderstam Vertebrata (gewervelde dieren)
Infrastam Gnathostomata (kaakdieren)
Klasse zoogdieren (Mammalia)
Orde Docodonta
Genus Tashkumyrodon
Soort Tashkumyrodon desideratus
Orde Triconodonta
Familie ?Amphilestidae indet.
Klasse reptielen (Reptilia)
Superorde Dinosauria
Orde Ornithischia
Infraorde Pachycephalosauria
Familie Pachycephalosauridae
Genus Ferganocephale
Soort Ferganocephale adenticulatum
Onderorde Theropoda
Infraorde Tetanurae indet.
Orde Saurischia
Onderorde Sauropodomorpha
Infraorde Sauropoda
Familie Camarasauridae
Superorde Pterosauromorpha
Orde vliegende reptielen (Pterosauria)
Onderfamilie Rhamphorhynchinae indet.
Superorde Testudinata
Orde Testudines (schildpadden)
Familie Xinjiangchelyidae
Genus Xinjiangchelys
Soort Xinjiangchelys tianshanensis
Superorde Lepidosauria
Orde Eosuchia
Onderorde Choristodera indet.
Orde schubreptielen (Squamata)
Onderorde hagedissen (Lacertilia indet.)
Superorde Crocodylomorpha
Familie Goniopholididae
Genus Sunosuchus sp.
Onderorde Thalattosuchia indet.
Klasse Kraakbeenvissen (Chondrichthyes)
Orde HybodontiformesKlasse
Familie Polyacrodontidae
Genus Polyacrodus
Soort Polyacrodus balabansaiensis
Soort Polyacrodus prodigialis
Familie Acrodontidae
Genus Palaeobates
Soort Palaeobates verzilini
Superklasse beenvisachtigen (Osteichthyes)
Onderklasse kraakbeenganoïden (Chondrostei)
Familie ?Ptycholepididae indet.
Klasse straalvinnigen (Actinopterygii)
Onderklasse nieuwvinnigen (Neopterygii)
Infraklasse Holostei (Beenganoïden)
Orde moddersnoeken (Amiiformes)
Superfamilie Amioidea
Genus Ferganamia
Soort Ferganamia verzilini
Orde Isospondyli
Familie cf. Lepidotidae indet.
Onderklasse longvissen Dipnoi
Orde Ichthyodectiformes indet.
Genus Ferganoceratodus
Soort Ferganoceratodus jurassicus
Klasse amfibieën (Amphibia)
Superorde Labyrinthodontia
Orde Temnospondyli
Onderorde Stereospondyli
Superfamilie Mastodonsauroidea
Genus Ferganobatrachus
Soort Ferganobatrachus riabinini
Superorde Batrachia
Orde Caudata indet.